# Ascobolus michaudii

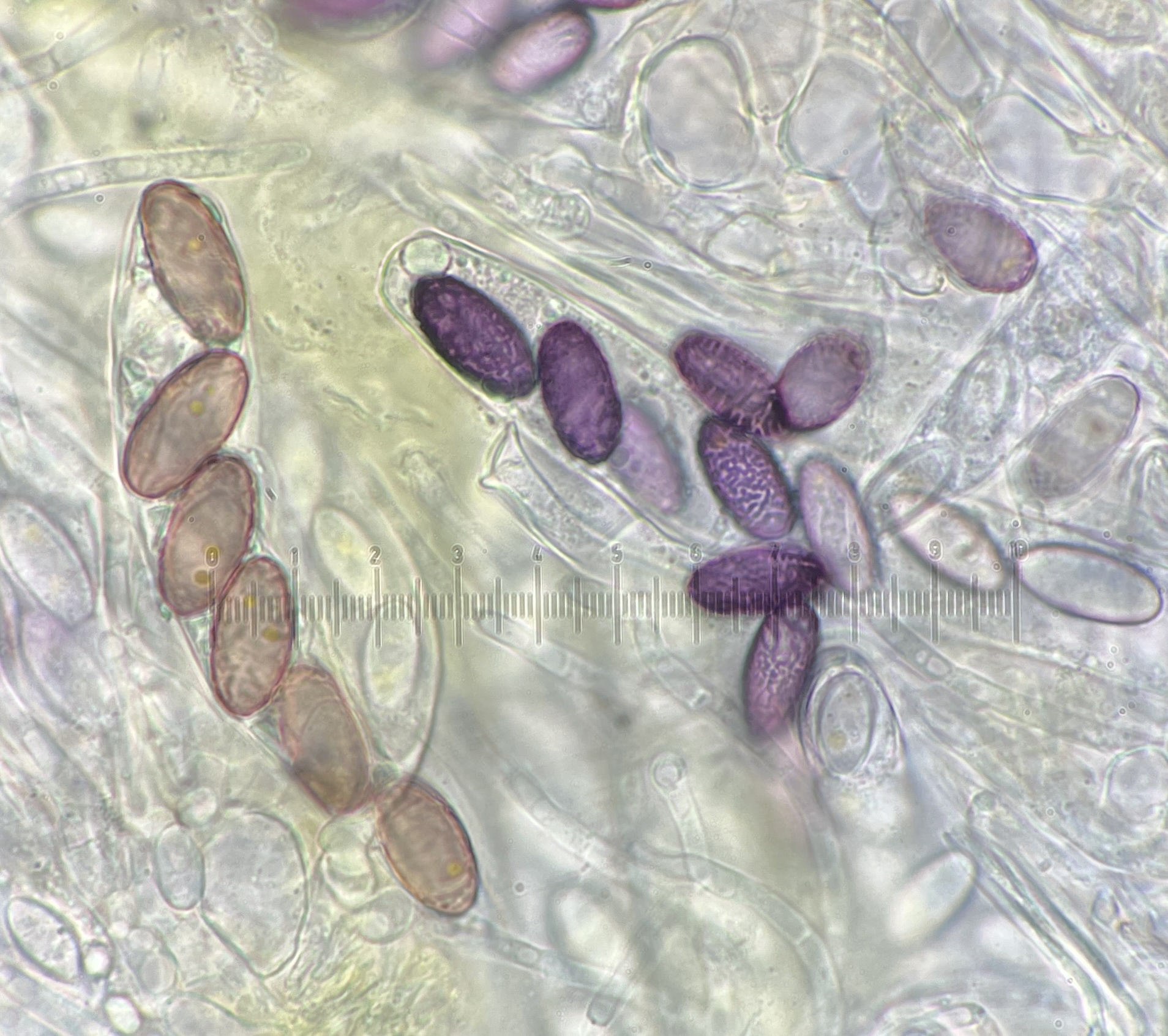
Worki i askospory na różnych etapach dojrzałości

Ascobolus michaudii Boud. – gatunek grzybów z rodziny Ascobolaceae.

## Systematyka i nazewnictwo
Pozycja w klasyfikacji według Index Fungorum: Ascobolus, Ascobolaceae, Pezizales, Pezizomycetidae, Pezizomycetes, Pezizomycotina, Ascomycota, Fungi.
Po raz pierwszy opisał go w 1805 r. Jean Louis Émile Boudier na odchodach konia we Francji i nadana przez niego nazwa naukowa jest aktualna.

## Morfologia
Askokarpy typu apotecjum o średnicy 0,8–2,0 mm, początkowo kuliste, później rozszerzające się, występujące w rozproszeniu lub w skupiskach, częściowo zanurzone w podłożu lub na jego powierzchni. Powierzchnia wewnętrzna (hymenialna) cytrynowożółta, płaska lub wklęsła, w stanie dojrzałym nakrapiana czarnymi wystającymi końcami worków. Brzeg wyraźny, ząbkowany. Hypotecjum cienkie, zbudowane z wydłużonych komórek. Wewnętrzna część ekscypulum typu tekstura angularis, część zewnętrzna globulosa-angularis, zbudowana z komórek 6,5–15,5 × 7,5–12,5 μm, z włoskami hyfoidalnymi. Worki 8-zarodnikowe, szeroko cylindryczne, z kopulastym wierzchołkiem i krótkimi szypułkami, 159–224 × 20,5–23,7 µm, słabo amyloidalne. Askospory jedno- lub nieregularne dwurzędowe, 20,1–21,4 × 9,7–11,0 µm, Q = 1,85–2,22; elipsoidalne, kuliste, na końcach równoboczne, gładkie, początkowo szkliste, w dojrzałości fioletowe, ostatecznie brązowe. Episporium z (1)2–5 podłużnymi lub ukośnymi, rzadko łączącymi się szczelinami po każdej stronie, z jednostronną galaretowatą osłoną. Wstawki liczne, przewyższające worki, cylindryczne, o średnicy 2,5–4,0 µm, proste lub czasami rozgałęzione, z przegrodami, czasem nabrzmiałe na końcach, zawierające żółtawe gutule.

## Zasięg występowania i siedlisko
Podano stanowiska Ascobolus michaudii w Europie, Ameryce Północnej i Azji. W Polsce M.A. Chmiel w 2006 r. przytoczyła 4 stanowiska, w późniejszych latach podano następne.
Grzyb koprofilny występujący głównie na odchodach zwierząt roślinożernych, ale został wyizolowany także z gleby w lesie mieszanym.